# Guus Luijters

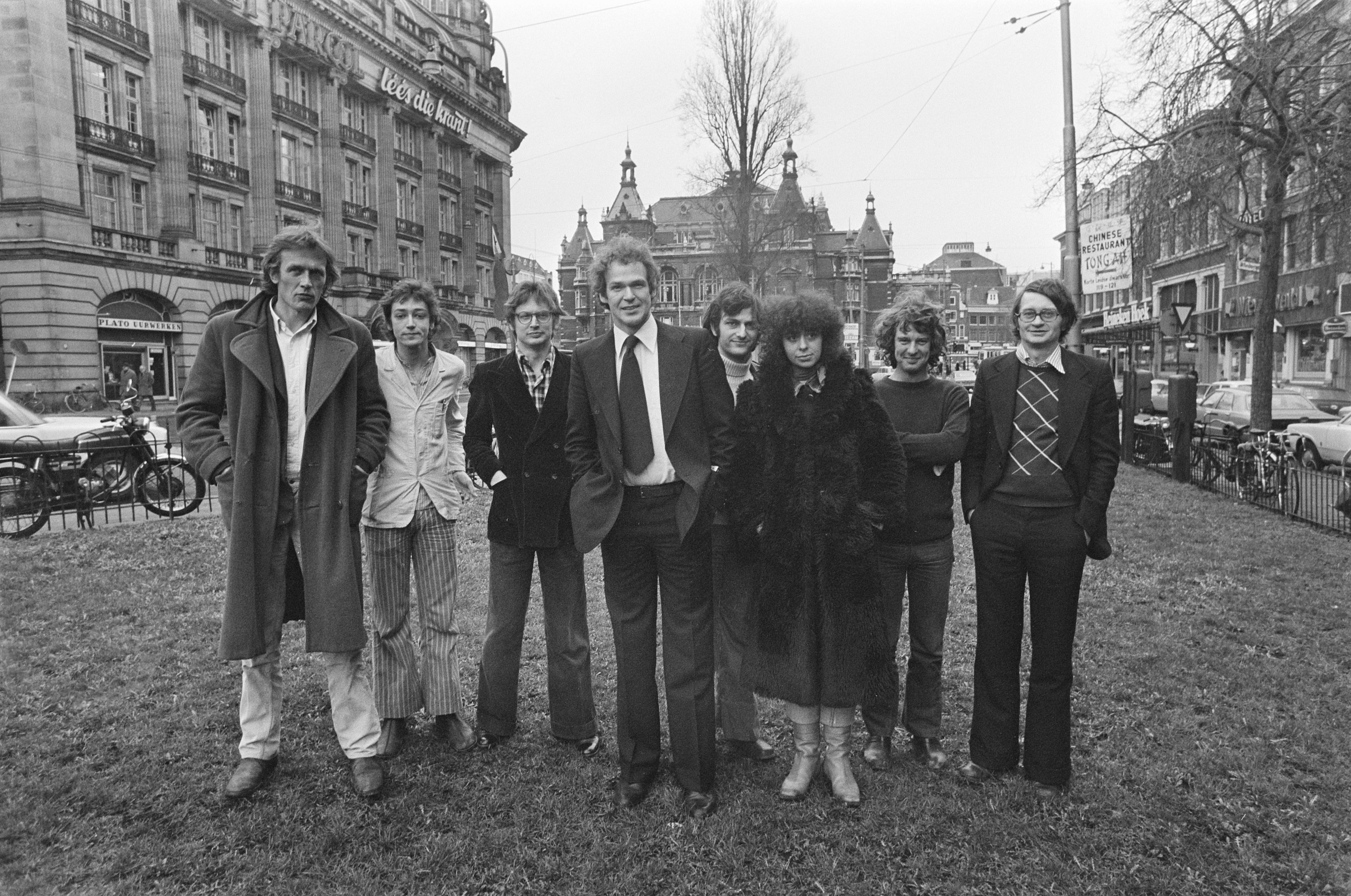
Guus Luijters, tweede van rechts naast Campert (1976) op het Kleine-Gartmanplantsoen

Guus Luijters (Amsterdam, 3 november 1943 – aldaar, 3 januari 2025) was een Nederlands schrijver en journalist.

## Jeugd en opleiding
Luijters’ vader werkte in een fabriek in rekenmachines, zijn moeder werkte voor haar huwelijk. 
Hij kreeg zijn opleiding aan de Erasmusschool in Bos en Lommer (1950-1956). Daarna volgde de vijfjarige Hogereburgerschool aan de Keizersgracht (1956-1959) en het Spinoza Lyceum (1959-1962). Daarna volgde een studie aan de Universiteit van Amsterdam (hij was in 2024 nog verbonden aan Studentendispuut BAART).

## Loopbaan
Zijn vader had liever dat zijn zoon de techniek inging, maar zag met lede ogen aan dat Luijters in de boeken dook. Eén van zijn eerste publicaties was een ingezonden brief in Het Vrije Volk in 1956. Hij leverde tevens geregeld bijdragen aan de schoolkrant van het Spinoza. Luijters maakte vervolgens kennis met schrijvers als K. Schippers, Cees Nooteboom en J. Bernlef. Een definitievere stap was zijn medewerking aan studentenblad Propria Cures, waarvan hij tussen 1969 en 1971 redacteur was. De verhalen werden gebundeld in Hoera voor het prinselijk paar (1975). Na 1971 was hij recensent en columnist (Klein geluk Amsterdam, gebundeld) bij Het Parool, functies die hij zou bekleden tot 2019. Ander werk dat op zijn pad kwam was het redacteurschap bij Playboy (1983-2003). Uit die tijd stamt Birgitte Bardot, een levende legende (1984), Marilyn Monroe, een nooit eindigende droom (1983) en Marilyn Monroe compleet (1988), alle uitgegeven bij Loeb.
Zijn eerste echte proza-uitgave was Circus Melancholia in 1972 met acht verhalen vol jeugdsentiment. In 1991 verscheen zijn eerste poëziebundel Canigou. In 1975 werkte hij mee aan de film Alle dagen feest van Ate de Jong, naar de verhalenbundel van Remco Campert. Andere noemenswaardige uitgaven handelden meestal over de Tweede Wereldoorlog. Inspiratie vormden de lege (en onttakelde) woningen in de Amsterdamse binnenstad in zijn jeugd, het Het Achterhuis van Anne Frank en Ondergang: de vervolging en verdelging van het Nederlandse jodendom 1940-1945 van Jacques Presser:
- 2012: In Memoriam
- 2013: Kinderkroniek 1940-1945: brieven, getuigenissen en dagboeken uit de Shoah
- 2023: Verdwenen stad

In Memoriam, samen geschreven met Aline Pennewaard, bevat levensbeschrijvingen van circa 20.000 kinderen die tijdens de Duitse bezetting werden omgebracht. Hij kwam op het idee via een soortgelijk werk van Serge Klarsfeld en Marga Minco. Het werk  nam zeven jaar in beslag, verkocht in eerste instantie matig, totdat De Wereld Draait Door er aandacht aan besteedde. Er zouden ten slotte middels een tweede druk 3.600 exemplaren verkocht worden (gegevens 2024). In 2013 werd een addendum uitgebracht. Ook Verdwenen stad, samen geschreven met Willy Lindwer, behandelt de Jodenvervolging tijdens de Tweede Wereldoorlog en in het bijzonder de rol van het Amsterdamse GVB bij deportatie. Van geheel andere orde is Ode aan het ei uit 2021, samen met dochter Sarah geschreven. 
Op 7 juni 2024 werd hij onderscheiden met de Andreaspenning, overhandigd door Femke Halsema, die hem tevens een oorkonde overhandigde van Yad Vashem. Twee maanden voordien had Luijters in de openbaarheid gebracht dat hij leed aan blaaskanker met uitzaaiingen naar de lever; een chemokuur zou zijn leven kunnen rekken, maar hij zag ervan af. Hij stelde kwaliteit boven kwantiteit van leven. Vanaf dan is hij bezig met het afronden van onvoltooid werk en het herlezen van het oeuvre van Jane Austen.

## Privéleven
Guus Luijters was tussen 1967 en 1972 getrouwd met Olga Madsen en hertrouwde met Ruth Visser. Dochter Sara Luijters is journalist. Hij overleed in januari 2025 op 81-jarige leeftijd.. Guus Luijters is op 11 januari 2025 gecremeerd op Zorgvlied.
Luijters’ grote hobby was tennis.
- Bibliothèque nationale de France: cb12017857h (data)
- Digitale Bibliotheek voor de Nederlandse Letteren: luij004
- Gemeinsame Normdatei: 134264789
- International Standard Name Identifier: 0000 0000 8126 8017
- Library of Congress Control Number: n79109259
- Nationale Bibliotheek van Israël: 987007312511805171
- Système universitaire de documentation: 129501115
- Virtual International Authority File: 47975666